# Sean Johnson
Sean Everet Johnson, född den 31 maj 1989 i Lilburn i Georgia, är en amerikansk professionell fotbollsspelare (målvakt) som spelar för New York City i Major League Soccer (MLS). Han har även representerat USA:s landslag, bland annat var han med och vann Concacaf Gold Cup 2013.